# Norra Bantorget
Norra Bantorget är en plats och en park i Vasagatans norra ände på Norrmalm i Stockholms innerstad. Beteckningen ”torg” härrör från den tiden då det bedrevs torghandel här. År 1876 fick platsen sitt nuvarande namn, samtidigt med Södra Bantorget – nuvarande Medborgarplatsen – på Södermalm. År 2009 omgestaltades Norra Bantorget.
Kring platsen ansluter flera av Stockholms viktiga trafikstråk, bland dem Vasagatan och Torsgatan, dessutom möts här Olof Palmes gata, Barnhusgatan, Västmannagatan och Östra järnvägsgatan.
| Norra Bantorget från nordväst (vänster) med Brantingmonumentet synligt och från sydost med LO-borgen i bakgrunden, juni 2012. |  | Norra Bantorget från nordväst (vänster) med Brantingmonumentet synligt och från sydost med LO-borgen i bakgrunden, juni 2012. |
| Norra Bantorget från nordväst (vänster) med Brantingmonumentet synligt och från sydost med LO-borgen i bakgrunden, juni 2012. |  | |

## Historik

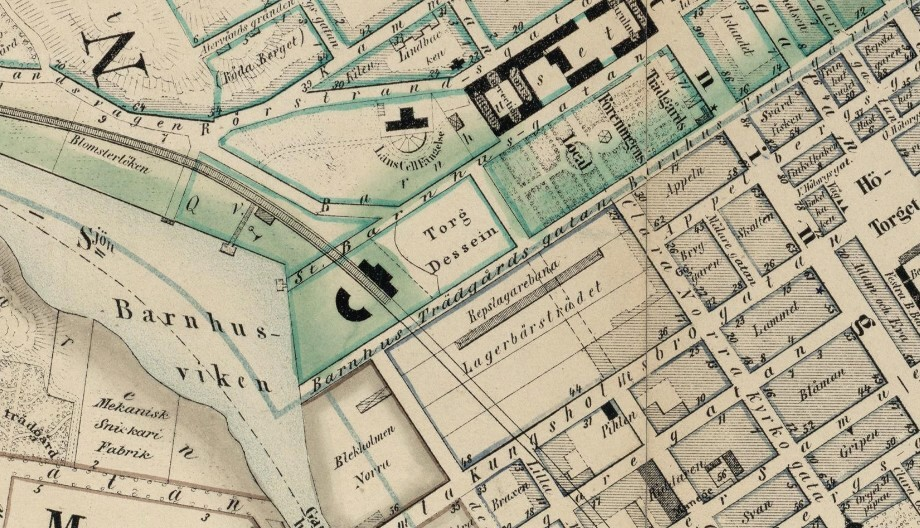
Området på en karta från 1867.

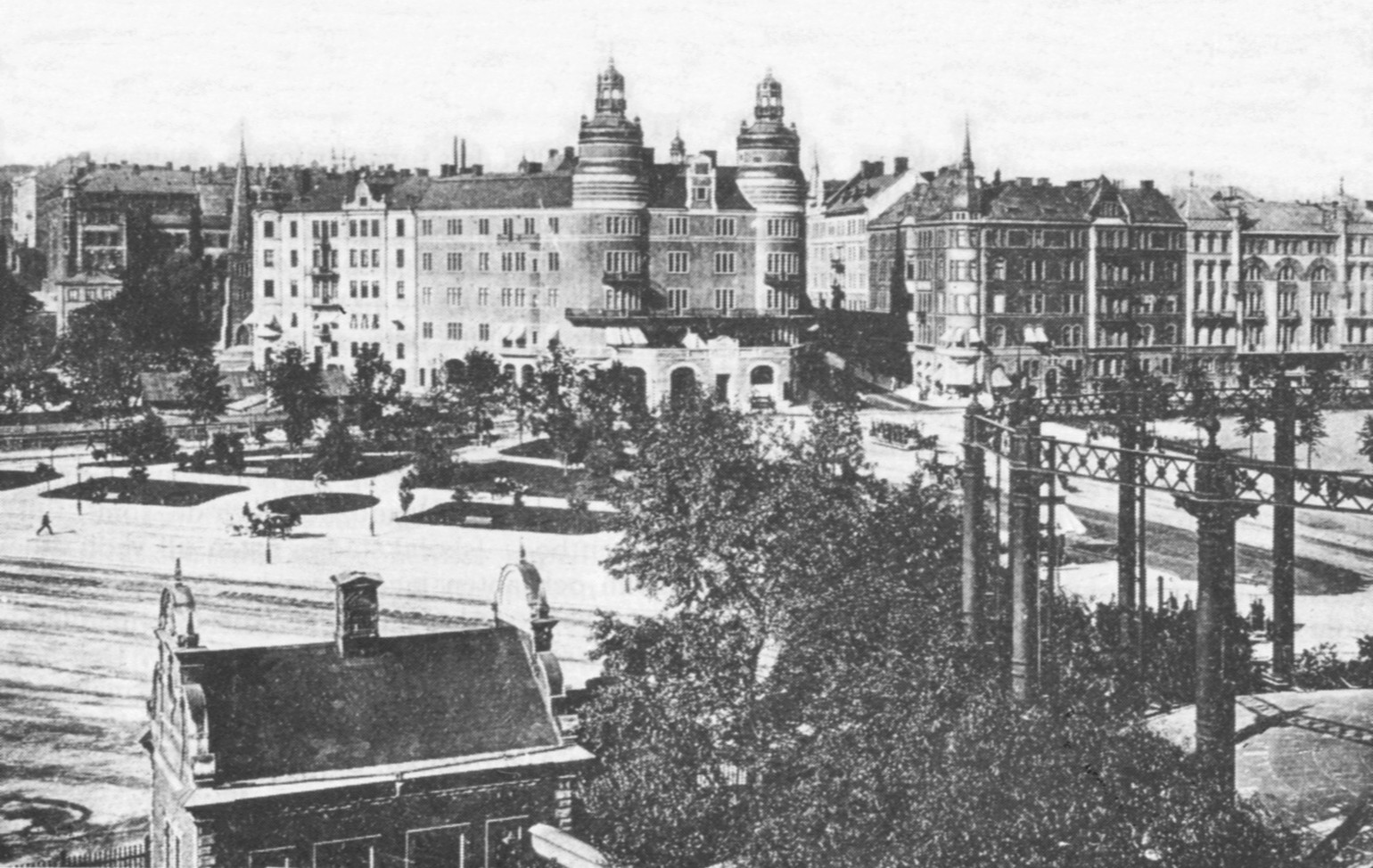
Torget omkring 1900, i förgrunden till höger syns gasklockan, i bakgrunden märks Carlbergska huset (senare LO-borgen) och Engelska kyrkan.

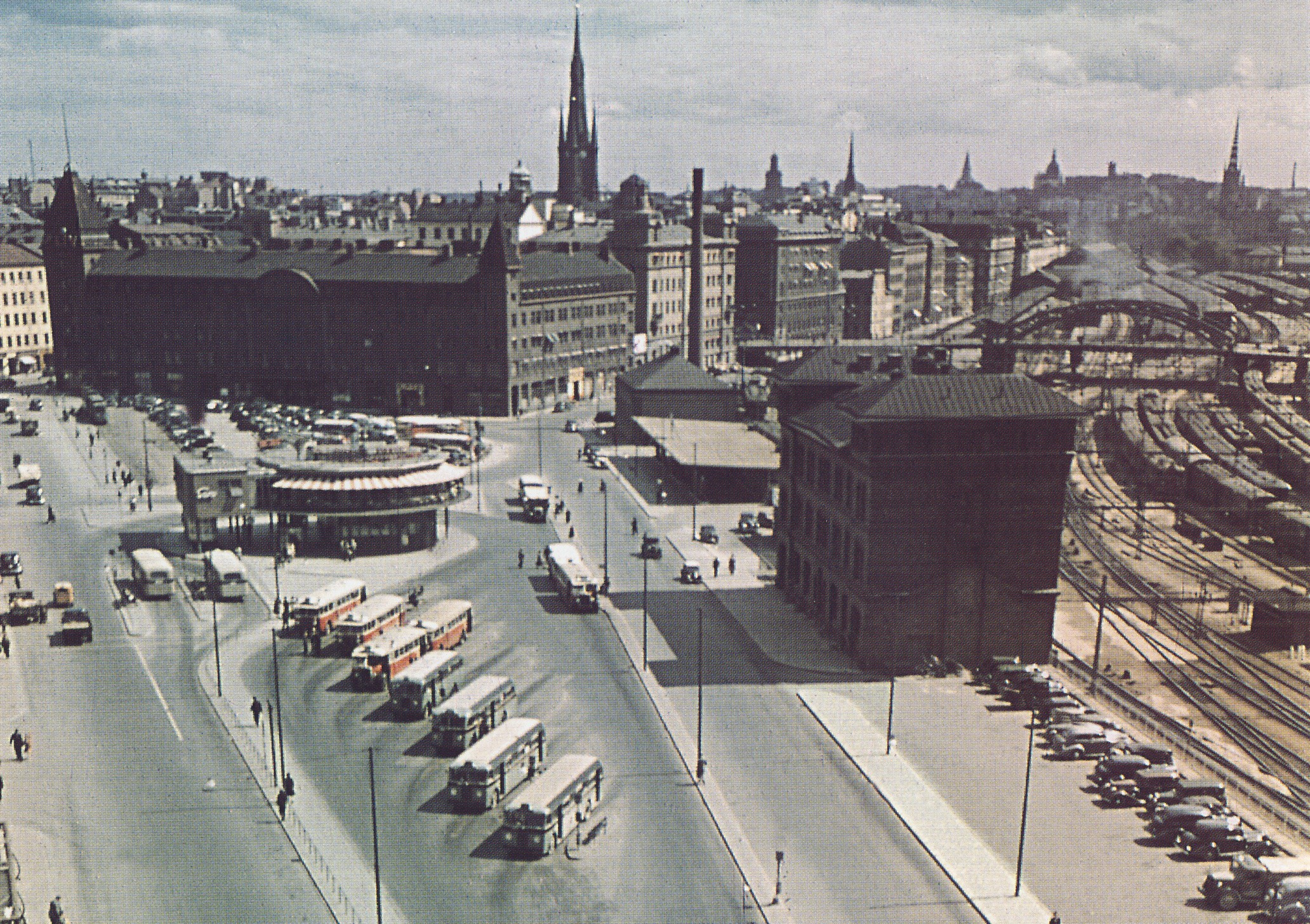
Norra bantorget 1939 med Vinterpalatset (i mitten), Rotundan framför och "Stockholms norra expeditionshus" (till höger).

Fram till 1800-talets mitt var området för nuvarande Norra Bantorget en öppen trädgård som slutade i en sumpig strandremsa ner mot Barnhusviken. Här hade Clas Larsson Fleming anlagt det Allmänna Barnhuset på 1630-talet och strax därpå tillkom fängelset Nya smedjegården med den beryktade tortyrkammaren Rosenkammaren. Detta ersattes på 1840-talet med det för tiden moderna Länscellfängelset på Norrmalm. Genom utfyllningar skapades mark för framdragandet av Norra stambanan och slutstationen Stockholms norra station som öppnade 1866. Här trängdes även Engelska kyrkan med den övriga bebyggelsen innan kyrkan flyttades 1913 till sin nuvarande plats i Diplomatstaden. 
En karta från 1867 visar området mellan Stora Barnhusgatan och Barnhus Trädgårdsgatan innan torget fick sitt namn. Men ett torg var redan planerat på Svenska trädgårdsföreningens mark och redovisades som Torg Dessein. Intressant är även att en förlängning av spåret söderut var planerat - den senare Sammanbindningsbanan - och är inritat på kartan.
När Sammanbindningsbanan invigdes 1871 förlorade stationen sin roll. Det enkla trähuset ersattes av en byggnad i rött tegel som Folke Zettervall ritade 1893 och kom att benämnas Stockholms norra expeditionshus. Huset är sedan 1986 ett statligt byggnadsminne, men står inte längre i direkt anslutning till torget utan vid nyanlagda "Lilla Bantorget", sedan omfattande nybebyggelse tillkommit mot väst.Zettervalls far Helgo Zettervall hade tidigare ansvarat för utformningen av byggnaden Norra Latin som invigdes 1880 och avslutar området i öster. Staden skänkte i början av 1980-talet byggnaden till LO, som lät bygga om den till ett modernt konferenscenter.
På 1870-talet anlades den öppna platsen öster om spårområdet, här bedrevs torghandel och platsen fick namnet "Norra Bantorget". På 1800-talets slut bildades kvarteret Klockan. Här fanns vid södra sidan av torget en av Klaragasverkets gasklockor. Gasklockan revs 1912, men man sparade murarna till klockans bassäng som bildade ett stort runt hål. Ovanpå hålet uppfördes ett hotell och gasklockans fundament byggdes om till en konsertsal som fick namnet "Auditorium" - senare Vinterpalatset, Norra Bantorget.
Omkring sekelskiftet 1900 anlades en park. År 1904 uppfördes bostadshuset Norra Bantorget nr 20 efter ritningar av arkitektfirman Hagström & Ekman och här öppnade Strindbergs Intima Teater 1907. I slutet på 1930-talet var västra delen av Norra Bantorget bilparkering och bussterminal med Holger Bloms eleganta terminalbyggnad "Rotundan" (riven 2006). Fram till 1970-talet var Norra Bantorget en viktig infart för trafiken norrifrån.
Åren 2005 till 2009 uppfördes väster om torget och parallellt med järnvägsspåren ett antal nya byggnader. Bland annat finns här Flatiron Building (efter Flatiron Building i New York), nya bostäder, det stora hotellet Clarion Hotel Sign, butiker och kontor. Samtidigt fick Norra Bantorget en helt ny utformning, utförd efter ritningar av arkitekt Bengt Isling på Nyréns Arkitektkontor som belönades år 2009 med Sienapriset.

### Bilder (byggnader runt torget)

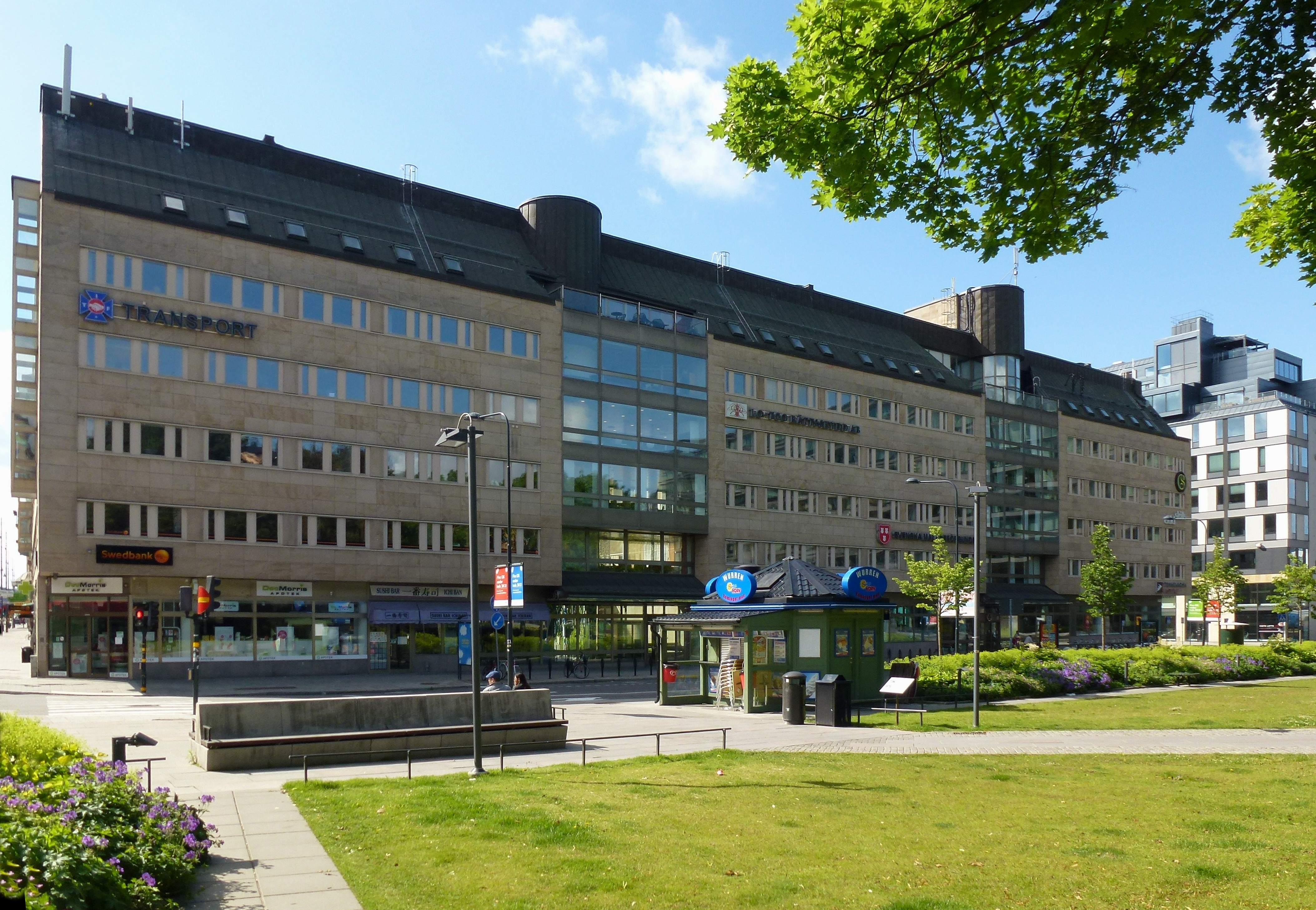
Kvarteret Klockan, vy mot syd
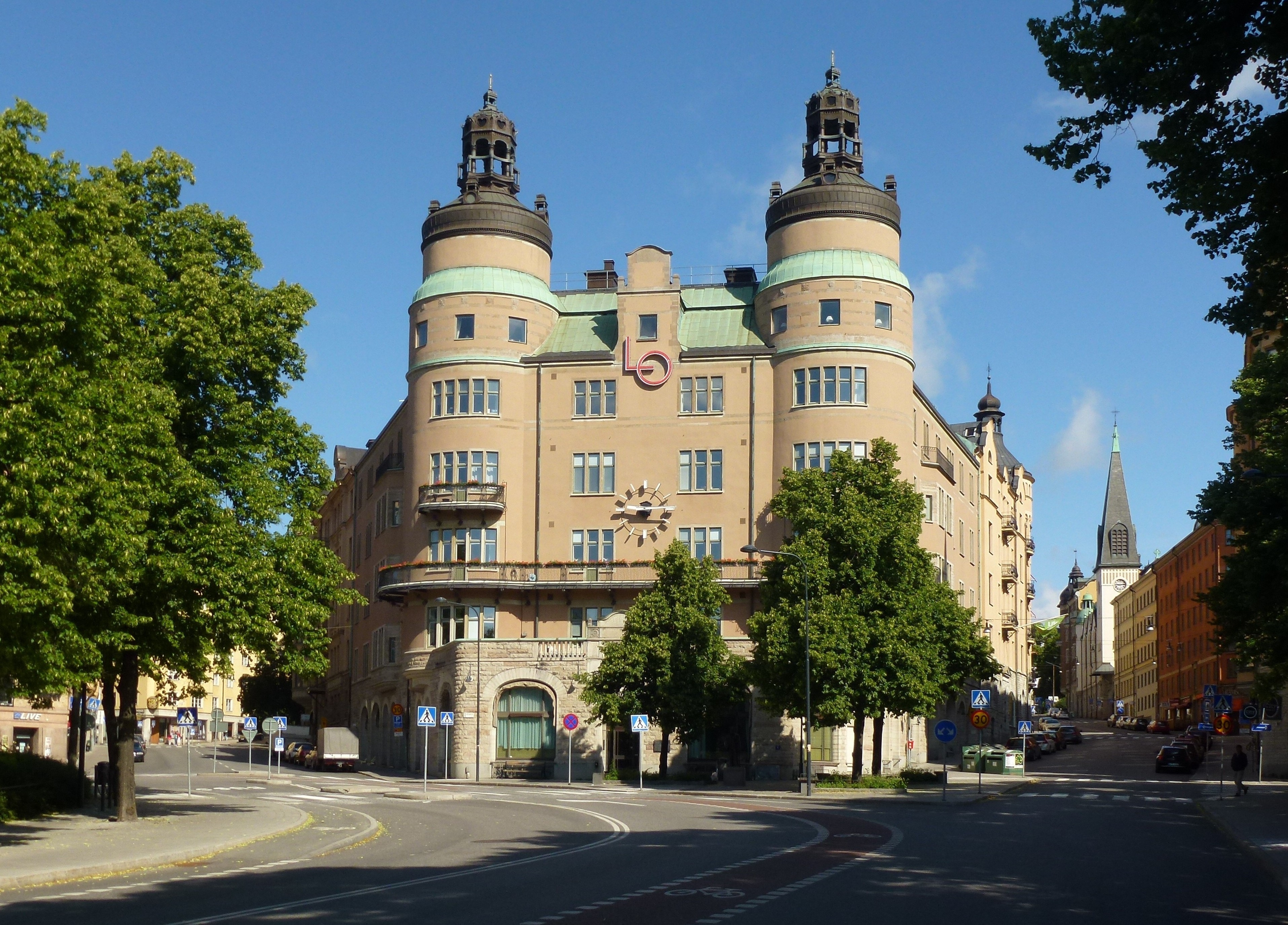
LO-borgen, vy mot norr
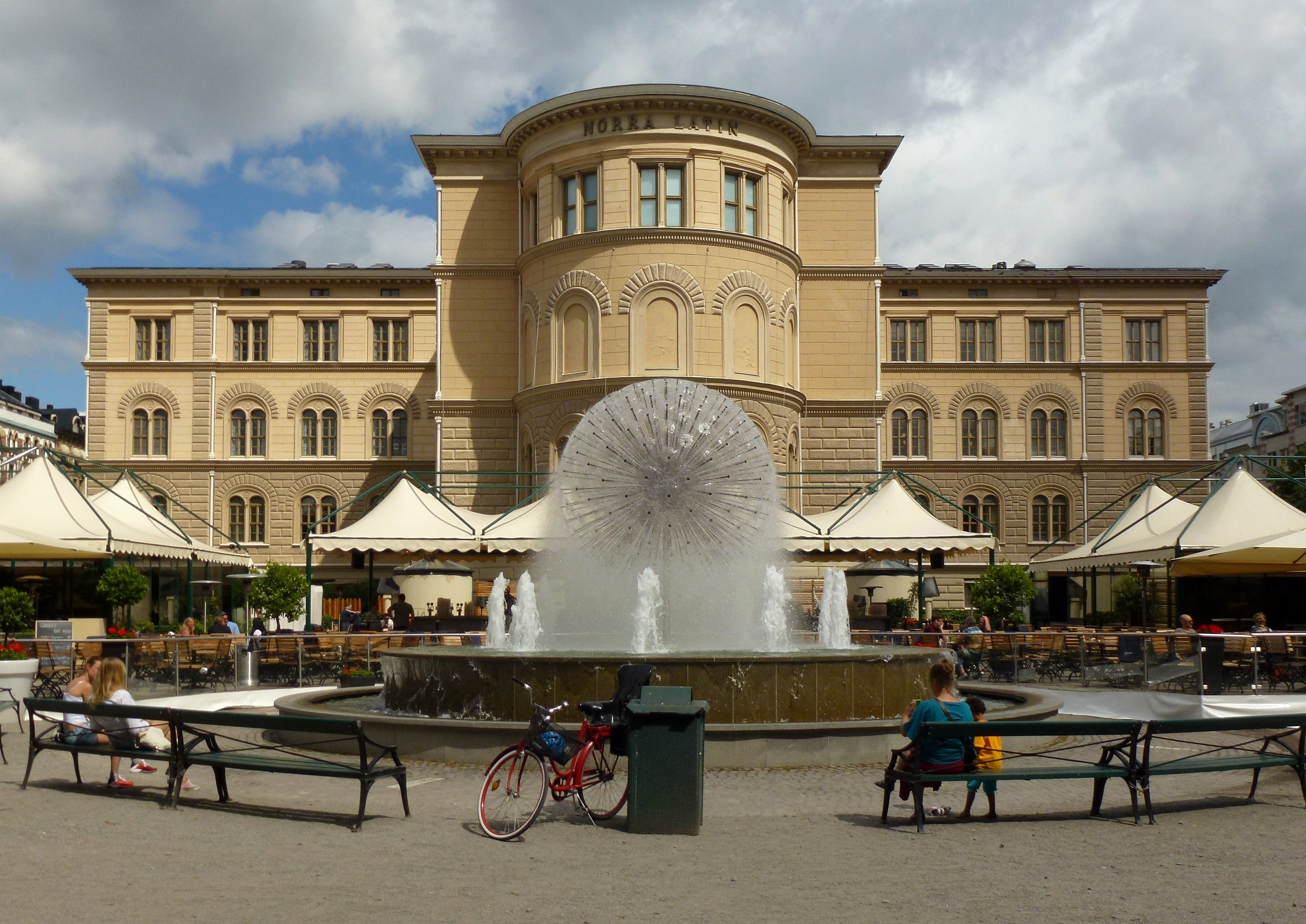
Norra Latin, vy mot ost
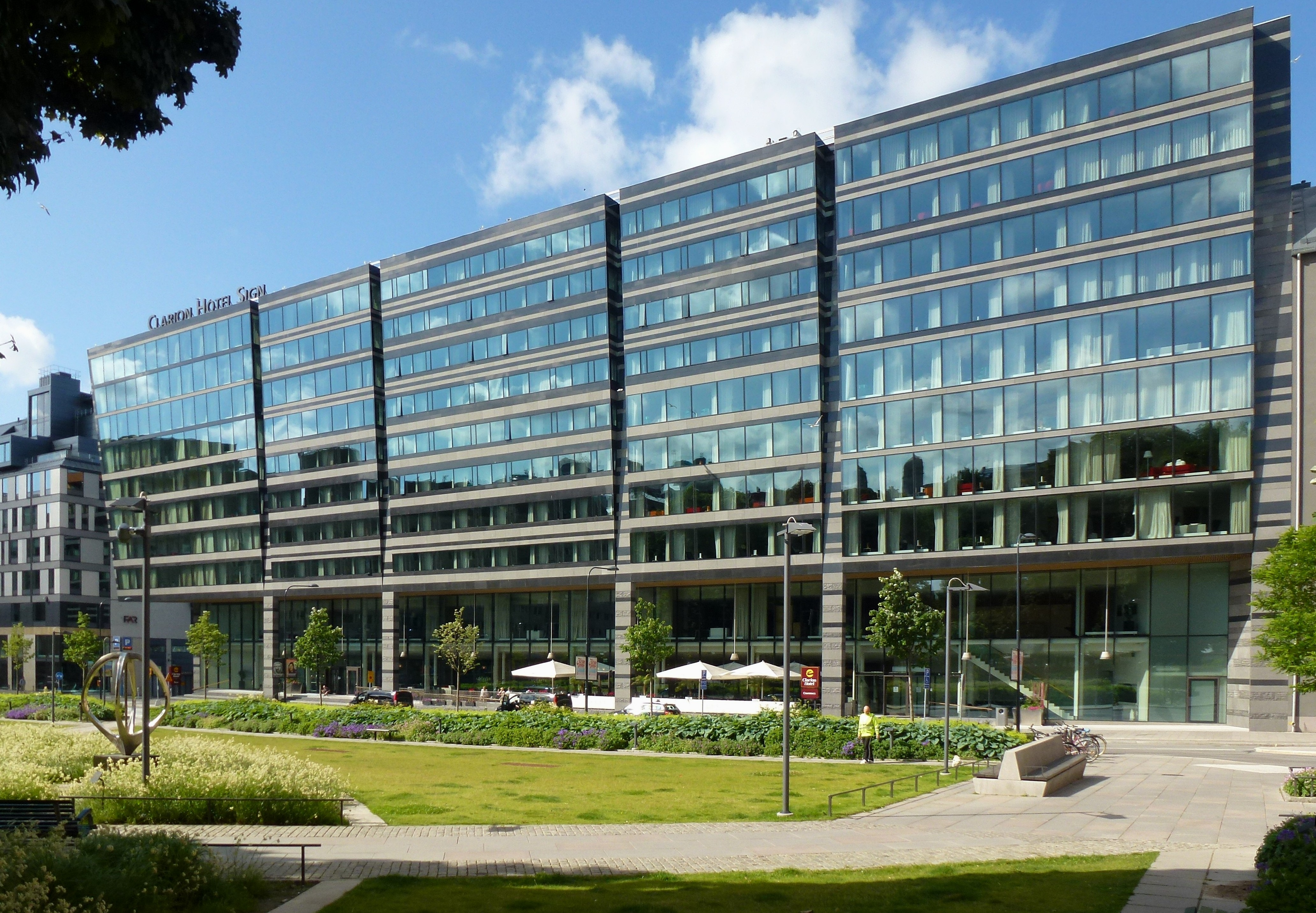
Clarion Hotel Sign, vy mot väst

## "Röda torget"

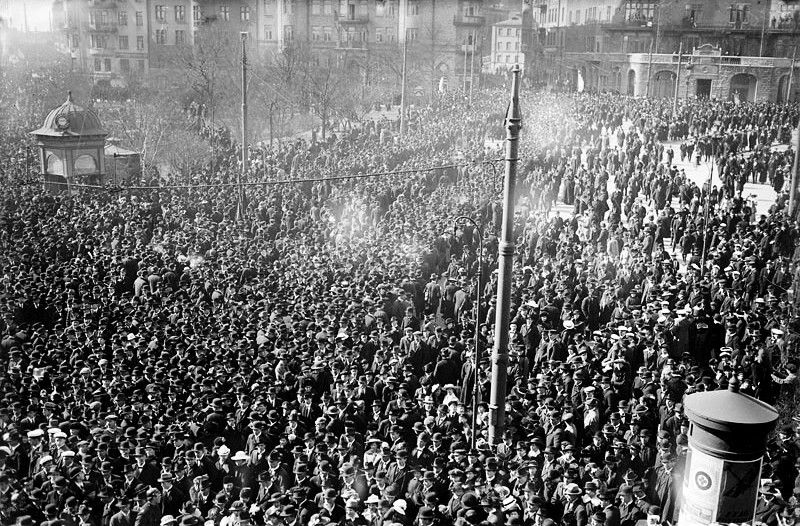
Norra Bantorget, 1 maj 1917

Norra Bantorget har en lång tradition inom den svenska socialdemokratin. Den 27 april 1902 gick cirka 40 000 människor i den första tillåtna arbetardemonstration genom Stockholms gator med slutdestination Norra Bantorget och arbetarrörelsens egen byggnad Folkets hus vid Barnhusgatan (se Folkets hus, Stockholm). 
Mellan 1902 och 1940 var torget samlingsplats för Stockholms 1 majdemonstrationer och idag avslutas socialdemokraternas 1 majtågen här, därav smeknamnet "Röda torget" som en anspelning på Röda torget i Moskva. En dominant byggnad vid torgets norra sida är den så kallade LO-borgen, ursprungligen Carlbergska huset, uppförd 1899 efter ritningar av Ferdinand Boberg för trävaruhandlaren Gustaf Carlberg. År 1926 förvärvades huset av LO som då, med hjälp av arkitekt Sven Wallander, byggde om det till kontor.
För att hedra en av arbetarrörelsens pionjärer, Hjalmar Branting, restes 1952 Carl Eldhs stora Brantingmonumentet mitt på torget. Den enorma bronsskulpturen blev Eldhs största och sista fullbordade verk. Dessutom finns flera andra konstverk som hedrar minnet av August Palm, Anna Sterky och Olof Palme (se vidare under avsnitt "Konstnärlig utsmyckning").

## Konstnärlig utsmyckning
Norra bantorgets konstnärliga utsmyckning har anknytning till framstående personer ur den svenska socialdemokratin:
- Brantingmonumentet över Hjalmar Branting, avtäckt 1952, utfört av Carl Eldh.
- Mäster Palm över August Palm, avtäckt 1978, utfört av Ture Johansson
- Anna Sterkys minne över Anna Sterky, avtäckt 1988, utfört av Christina Rundqvist Andersson.
- Mitt hjärta i världen över Olof Palme, avtäckt 1989, utfört av Nils Dahlgren.

### Bilder (konstnärlig utsmyckning)

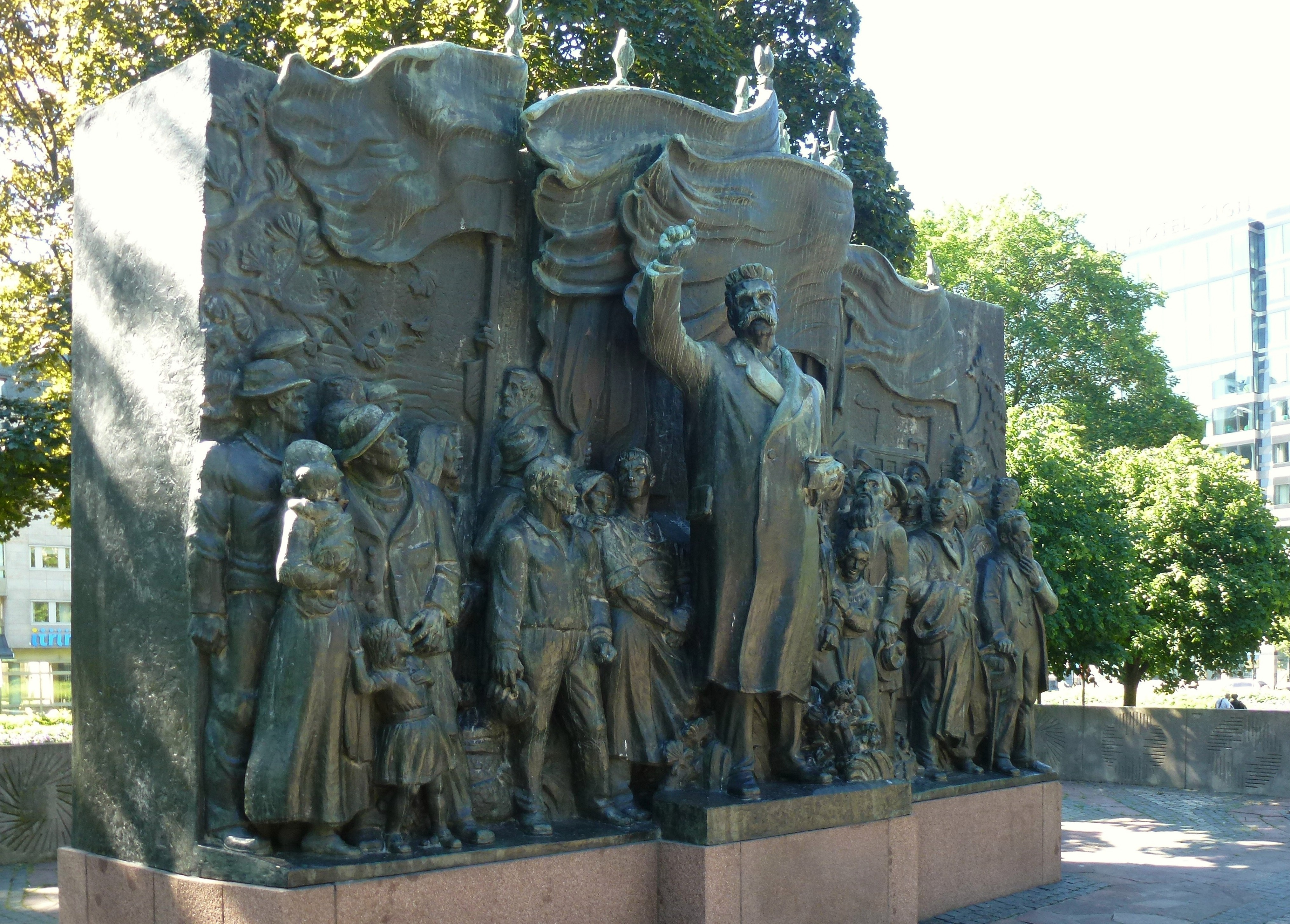
Brantingmonumentet
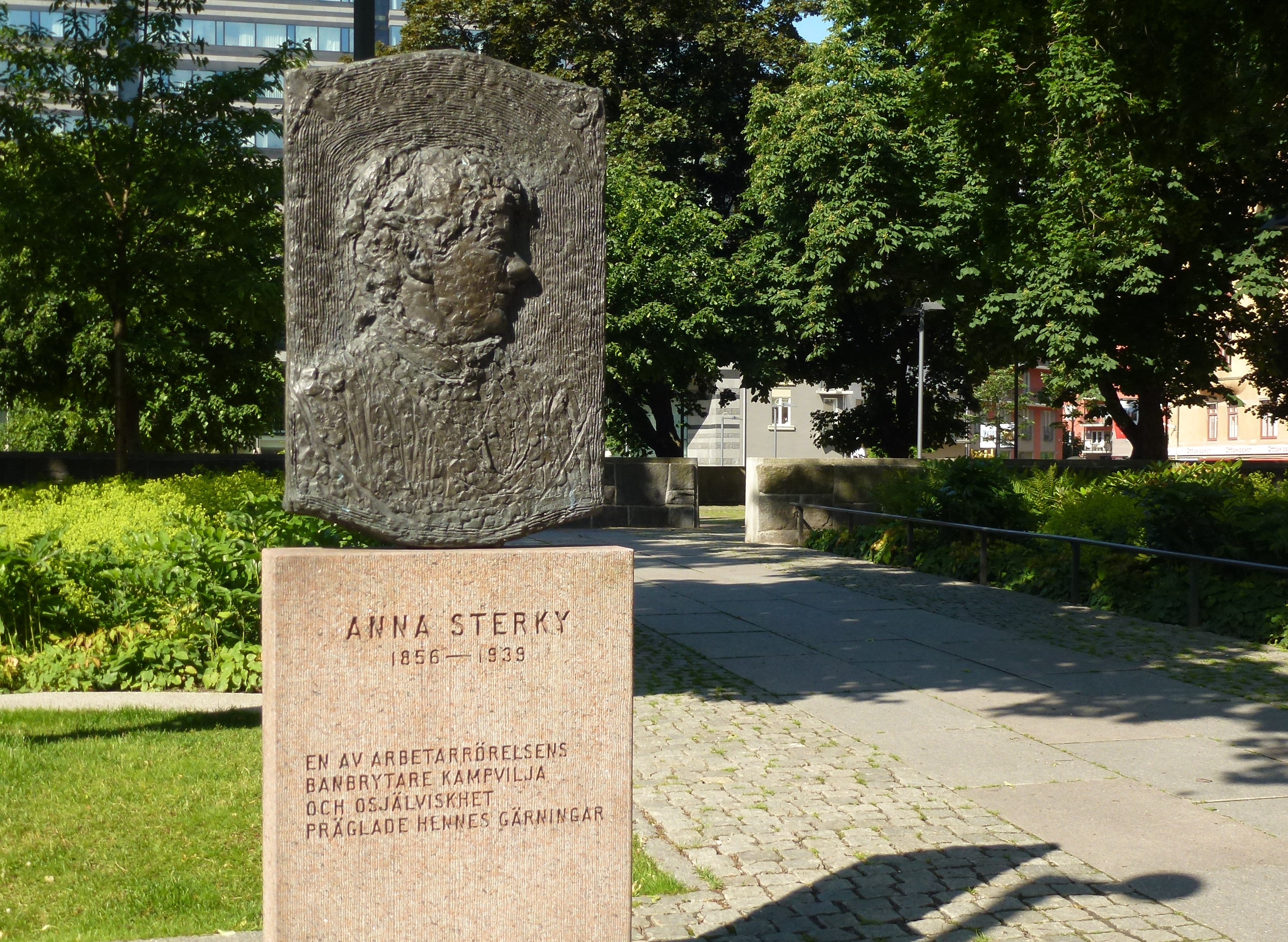
Anna Sterkys minne
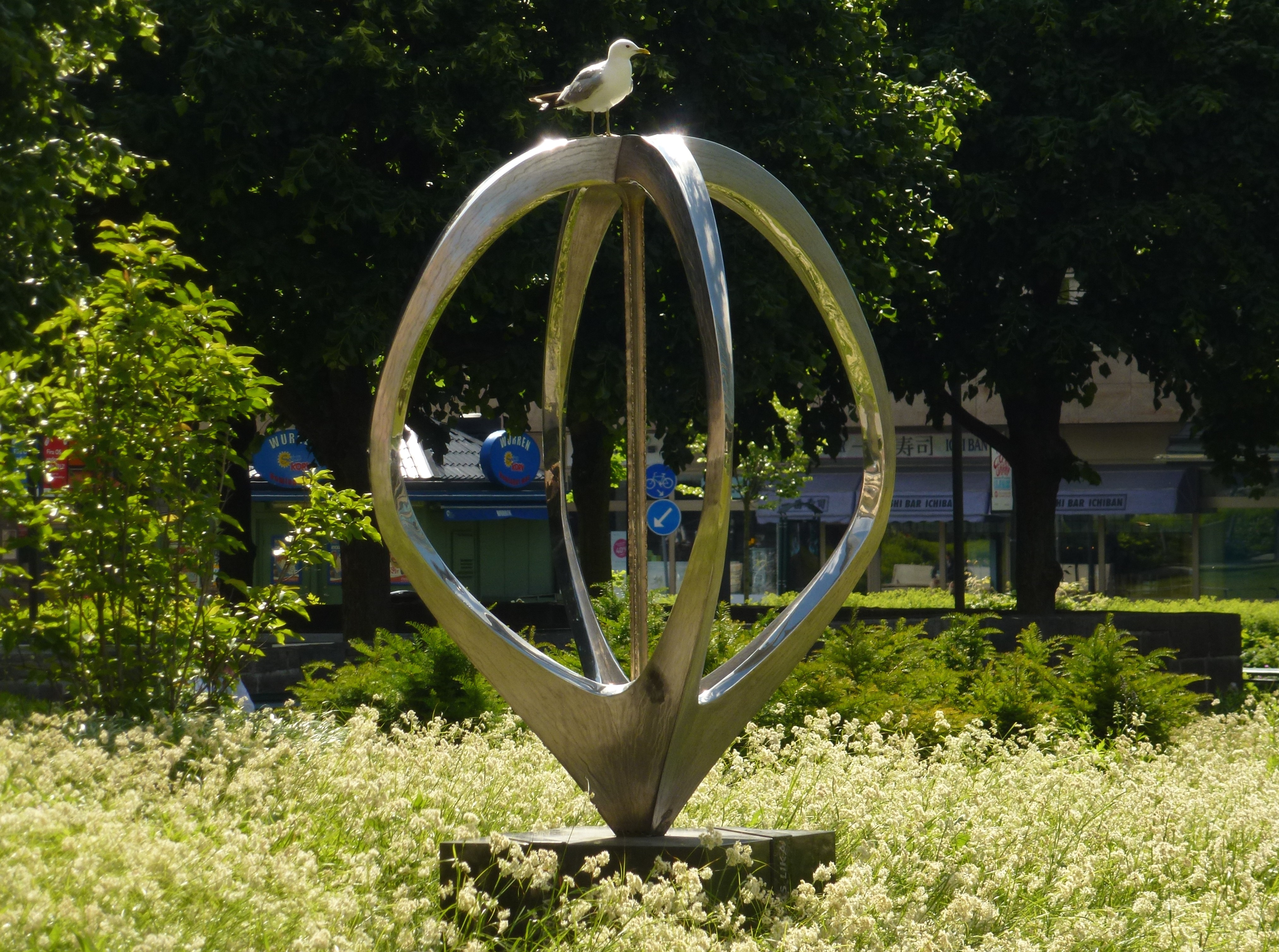
Mitt hjärta i världen
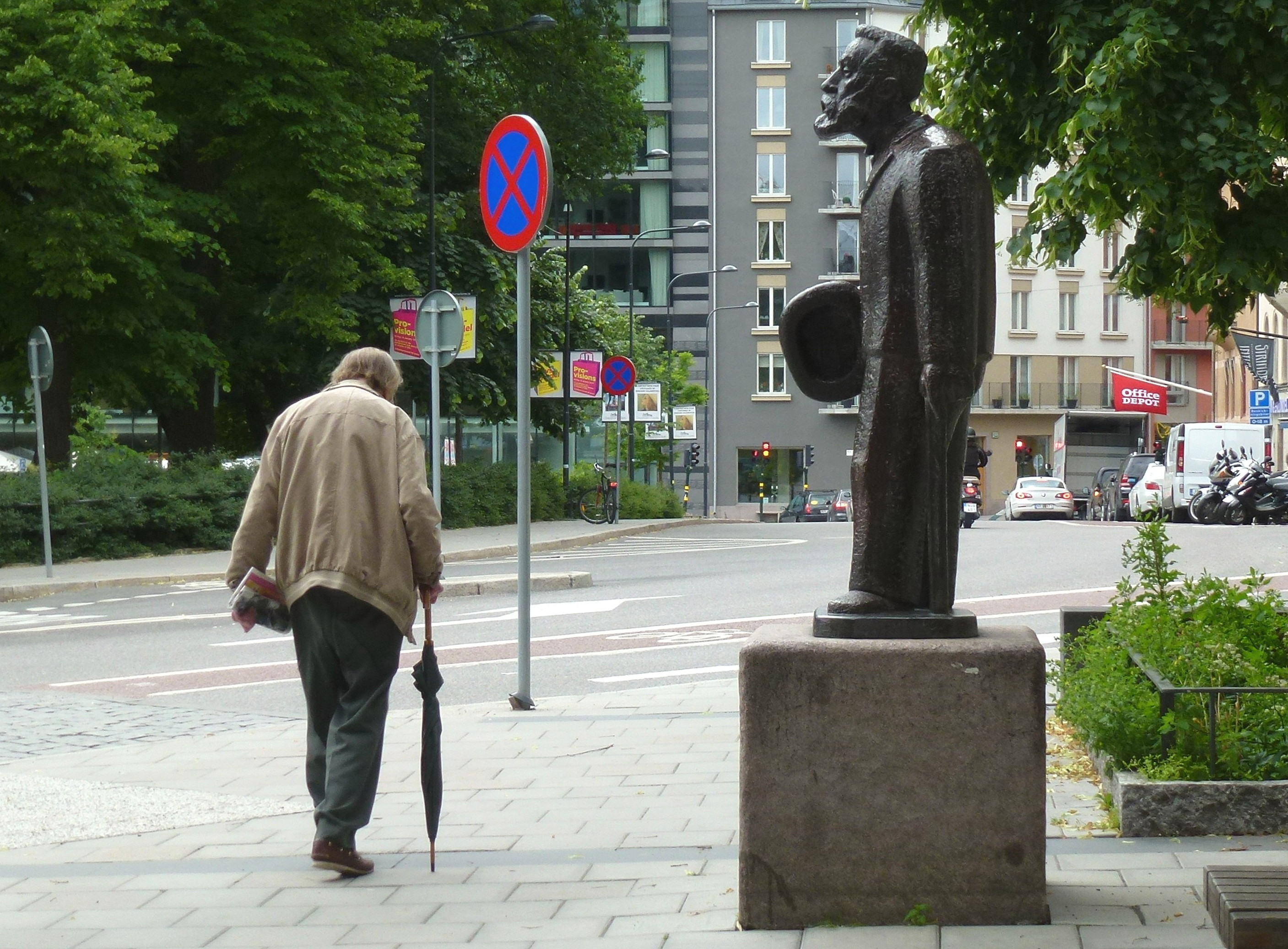
Mäster Palm (till höger)